# Pinxton
Pinxton – wieś w Anglii, w hrabstwie Derbyshire, w dystrykcie Bolsover. Leży nad rzeką Erewash, 26 km na północny wschód od miasta Derby i 197 km na północny zachód od Londynu. Miejscowość liczy 7500 mieszkańców.